# Fernán González
Fernando González (en la documentación coetánea, Fredinandus Gundisalviz; castillo de Lara, Lara de los Infantes, c. 910-Burgos, 970), más conocido en los cantares de gesta y crónicas posteriores como Fernán González, fue conde de Castilla, Burgos, Álava, Lantarón y Cerezo (931-944 y 945-970).
Fue hijo de Muniadona y Gonzalo Fernández, quien había sido nombrado conde de Burgos y de Castilla; según se desprende de la Carta Puebla de Brañosera, Munio Núñez sería antepasado suyo.

## Biografía
Personaje teñido de tintes legendarios, la base patrimonial de su familia era el castillo de Lara (Lara de los Infantes), donde se estableció un poderoso linaje que alcanzó gran influencia en el reino leonés. En ese castillo crece y hereda el título de su padre tras el apresamiento y muerte de su tío Nuño Fernández. 
En el año 929, Fernán González aparece en documentos con el título de conde al frente de Lara, dentro de la organización administrativa de la marca oriental del reino de León, aunque los documentos anteriores a 932 en los que aparece con el título condal pueden ser apócrifos. En 931 o 932, Fernán González logró reunir el gobierno de los condados de Burgos, Lara, Lantarón, Cerezo y Álava  y es mencionado como conde de Castilla por primera vez en un documento del monasterio de San Pedro de Cardeña en 932 que está datado Regnante Ranimiro in Obeto et comite Fredinando Gundissalbiz in Castella; seguramente fue nombrado conde por el rey Ramiro II de León que subió al trono en noviembre de 931.
En 932, Ramiro II de León organizó una expedición contra la fortaleza de Magerit a la que posiblemente acudió Fernán González. La ciudad fue tomada así como su castillo obteniendo de ello un gran botín. Sin embargo, Magerit fue recuperada por los musulmanes tras ser abandonada por el monarca leonés. Un año más tarde Abderramán III contraatacó cercando El Burgo de Osma y San Esteban de Gormaz. Ramiro II acudió en ayuda de Fernán González logrando levantar el cerco de San Esteban de Gormaz y venciendo a las huestes califales cerca de Ciudad de Osma.
En 934 Abderramán III avanzó nuevamente con su ejército por territorio castellano, sin encontrar ninguna oposición. Asoló Álava, destruyó Burgos, y cometió numerosos atropellos, como la matanza de doscientos monjes en Cardeña. En el viaje de retorno se encontró con que Ramiro II había tomado la Ciudad de Osma y estaba allí esperándolo junto con Fernán González. Los leoneses derrotaron en batalla a los musulmanes, «matando a muchos millares de ellos», según los Anales Castellanos Primeros.
De 937 data el único documento original firmado por él que se conserva, un acta notarial por la que dona una propiedad suya, el monasterio de Santa María de Cárdaba (hoy en la provincia de Segovia), al monasterio de San Pedro de Arlanza (Burgos).
En agosto de 939, el conde de Castilla tuvo un papel destacado en la batalla de Simancas en la que fueron derrotadas las tropas del califa Abderramán III. A continuación, en 940 conquistó Sepúlveda y la repobló, así como Riaza y Fresno. Ese mismo año concedió el Fuero de Sepúlveda que estaba concebido para atraer repobladores a esa zona extremadamente peligrosa por su situación fronteriza con las tierras musulmanas.
Viendo su poder acrecentado, empezó a actuar de manera cada vez más independiente del reino de León y, siguiendo esta política, se casó con la infanta Sancha de Pamplona, hermana del rey García Sánchez I de Pamplona y más tarde con Urraca Garcés, sobrina de la infanta Sancha al ser hija del rey García Sánchez I.
Fernán González se sintió enormemente agraviado cuando el rey Ramiro II de León nombró a Ansur Fernández como conde de Monzón, condado que bloqueaba su expansión hacia los territorios comprendidos entre el río Cea y el río Pisuerga (excluyendo el condado de Saldaña en el oeste).
Según Sampiro, en 944 «Fernán González y Diego Muñoz ejercieron tiranía contra el rey Ramiro, y aun prepararon la guerra. Mas el rey, como era fuerte y previsor, cogiólos, y uno en León y otro en Gordón, presos con hierros, los echó en la cárcel». Ramiro II entregó el gobierno de Castilla al infante Sancho y al conde Ansur Fernández, que sería su ayo y protector. Después de permanecer alrededor de un año en prisión, Ramiro II liberó al traidor, no sin antes hacerle jurar fidelidad. Para dar solemnidad a lo pactado, poco después se produjo la boda entre la hija del conde, Urraca Fernández, y su propio hijo y heredero, Ordoño.  Estas disensiones internas debilitaron el reino leonés, lo cual fue aprovechado por los musulmanes para lanzar varias aceifas de castigo con destino al reino cristiano. El arabista francés Évariste Lévi-Provençal sospechaba que durante estos años Fernán González pudo establecer algún tipo de amistad o de alianza con el califa de Córdoba, que las aceifas dejaron en paz a la debilitada Castilla y se dirigieron hacia la zona occidental del reino.
Muerto Ramiro II en el 951, el reino de León quedó sumido en una crisis dinástica que Fernán González supo aprovechar en su favor. Inicialmente apoyó las reclamaciones de Sancho el Craso contra su hermano Ordoño III, pero, al no prosperar su causa, se vio obligado a reconocer a Ordoño como rey. Paralelamente, en el año 955 Fernán González derrotó a las tropas musulmanas en San Esteban de Gormaz.
La temprana muerte de Ordoño III permitió al castellano recuperar su capacidad de maniobra, aunque en esta ocasión no apoyó a su antiguo aliado, el rey García Sánchez, que pretendía que Sancho el Craso fuera rey de León. Derrotado en el 960 por la intervención navarra, fue capturado por García Sánchez en Cirueña, pero recuperó la libertad tras hacer diversas concesiones territoriales.

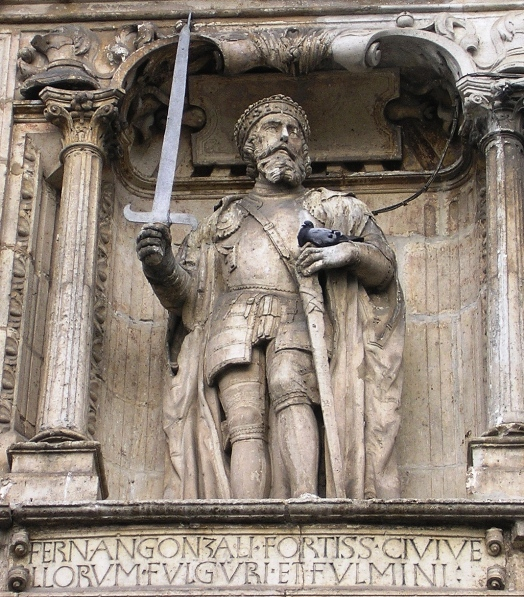
Escultura de Fernán González en el Arco de Santa María de Burgos.

Para reforzar su posición frente a los demás territorios cristianos, casó a su hija Urraca Fernández con el hijo de Ramiro II, Ordoño III. Más tarde, Urraca sería repudiada por Ordoño III debido al apoyo que prestó Fernán González a Sancho el Craso. Después de la muerte de Ordoño III, Urraca se casó con Ordoño IV, que por entonces era aliado de Fernán González, y, tras la muerte de Ordoño IV, se casó con Sancho Garcés II de Pamplona. Otra de sus hijas, Muniadona, fue dada en matrimonio a Gómez Díaz, hijo del conde de Saldaña, Diego Muñoz.
En el 963 pactó una tregua con Alhakén II tras la destrucción de San Esteban de Gormaz por los musulmanes. El conde castellano actuaba al margen de la debilitada autoridad real. En tal situación de desorden, Fernán González fue asegurando lentamente su posición como señor hereditario del condado de Castilla, llegando a gobernar un extenso territorio desde el mar Cantábrico hasta más al sur del río Duero. 
El conde Fernán González aparece por última vez en la documentación medieval en agosto de 969 según consta en cinco diplomas que están calendados por rex Ranimiro in Legione et comite Fredinando en Castella. Debió de fallecer entre agosto de 969 y el 20 de febrero de 970 cuando ya aparece su hijo García Fernández por primera vez en la datación de un diploma regnante rex Ranimiro in Legione et comite Garsea Fredinandez in Castella.
Su vida y hechos fueron magnificados en un poema anónimo, el Poema de Fernán González, escrito entre 1250 y 1271, y conservado en una copia incompleta del siglo XV. Aunque «... ha pasado a la historia como el primer conde independiente o como el primer conde soberano de Castilla» no existe «ni un solo testimonio histórico que atestigüe esa presunta independencia y segregación de la monarquía leonesa» y la primera vez que se menciona tal independencia o soberanía fue en la Crónica najerense, redactada unos doscientos años después de la muerte del conde, que, al describir su genealogía, dice que «fue el primero que sacó a los castellanos del yugo de la dominación leonesa (...) según se dice», en clara alusión a los cantares juglarescos.
Los restos de Fernán González fueron enterrados en el monasterio de San Pedro de Arlanza y posteriormente trasladados en 1841 a la colegiata de San Cosme y San Damián de Covarrubias junto con los de su esposa Sancha.
En el Museo de Burgos se exhibe, en depósito a largo plazo del Museo del Prado, una estatuilla de bronce, Virgen de las Batallas, que según la tradición el conde solía llevar prendida del arnés de su caballo. En realidad esta pieza de Limoges se data en el siglo XIII, por lo cual no pudo pertenecerle.

## Descendientes

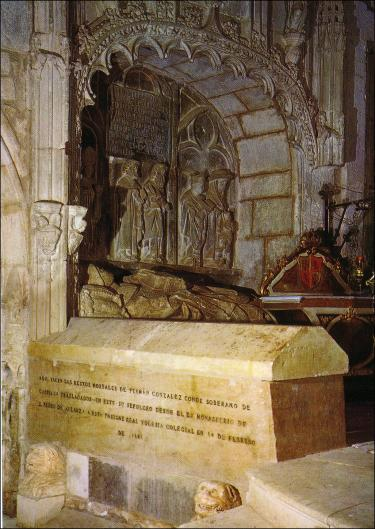
Sepulcro de Fernán González en la Colegiata de Covarrubias, la tapa es del y la caja hispano-romana de alabastro del

Fernán González se casó en 932 o a principios de 933 con Sancha de Pamplona, hija del rey de Sancho Garcés I de Pamplona y de su esposa la reina Toda Aznárez, y viuda en primeras nupcias de Ordoño II de León y en segundas del conde alavés Álvaro Herraméliz. De este enlace nacieron los siguientes hijos:
- Gonzalo Fernández (933/34–959), señor de Lara, la Bureba y Aza, casó con Fronilde Gómez (m. 1009), posible hija de Gómez Díaz y nieta de Diego Rodríguez Porcelos;[17]
- Sancho Fernández (934/35–956);[17]
- Munio Fernández (n. antes de 941-¿?)[j][k]
- García Fernández (942/944 [l]–995). A la muerte de su padre en 970, le sucedió al frente del condado.[17] Contrajo matrimonio con Ava de Ribagorza, hija de Ramón II, conde de Ribagorza, y de Gersenda de Fézensac;[20]
- Urraca Fernández (m. 1007). Casada en tres ocasiones: la primera en el año 944 con Ordoño III de León; en segundas nupcias en el año 958 se casó con Ordoño IV de León; su tercer matrimonio, en el año 962, lo contrajo con el rey Sancho Garcés II de Pamplona;[17][21]
- Muniadona Fernández (m. c. 1015). Condesa por su matrimonio con Gómez Díaz, hijo de Diego Muñoz de Saldaña, conde de Saldaña,[17][21] y de su esposa Tegridia;
- Fronilde Fernández (m. después de 1014).[22], casada con Rodanio Díaz, conde en Asturias de Santillana.

El segundo matrimonio, alrededor de 964, fue con Urraca Garcés de Pamplona, hija de García Sánchez I de Pamplona y de Andregoto Galíndez con quien tuvo a:
- Pedro Fernández.[n]

## El buen conde

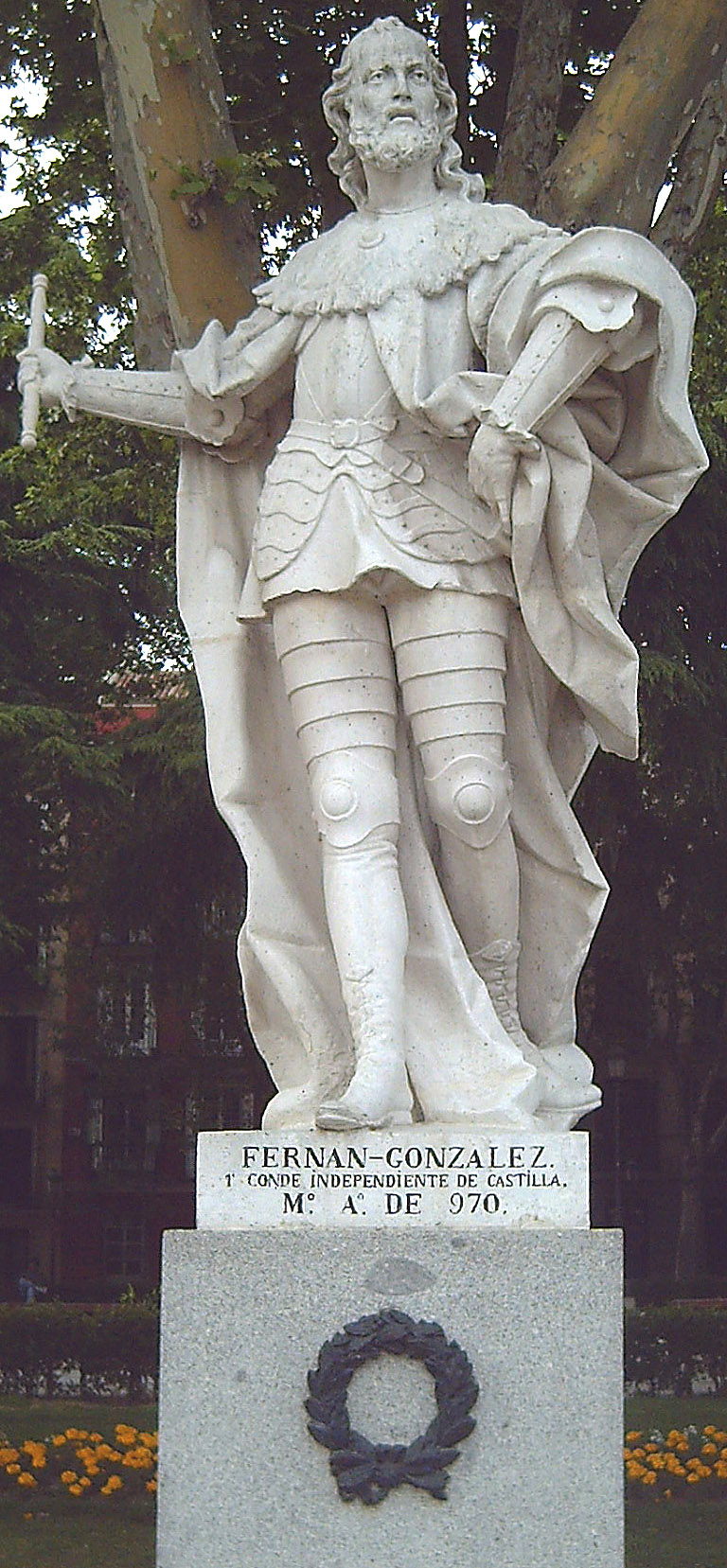
Estatua de Fernán González en la Plaza de Oriente de Madrid

A Fernán González, la historia le ha otorgado el título de Buen Conde. Dicho título aparece en innumerables ocasiones a lo largo de todo el Poema de Fernán González —hasta en 33 ocasiones—. En la primera estrofa en la que se refiere a González en estos términos:

«Dijo don fray Pelayo delante su señor:

Fágote, el buen Conde, de tanto sabidor

Que quiere la tu facienda guiar el Criador;

Vencerás todo el poder del moro Almozor.»
238

Tan importante es este título que incluso la última estrofa del Poema hace referencia a Fernán González como el Buen Conde obviando su nombre:

«Quiso Dios al buen Conde esta gracia facer,

Que moros nin cristianos non le podían vencer»
740